# Nilo Catalano
Nilo Catalano OSBI (ur. w 1637  lub 1642 w Castanei, zm. 3 czerwca 1694 w Dhërmi) – włoski duchowny katolicki obrządku bizantyjskiego, wikariusz apostolski Himarrë i arcybiskup Durrës, działacz religijny i społeczny. 

## Życiorys
Nilo Catalano urodził się we wsi Castanea pod Mesyną w rodzinie rzymskokatolickiej. W wieku 22 lat wstąpił do zakonu bazylianów w Grottaferracie. Śluby zakonne złożył 16 marca 1669 r. Następnie był wykładowcą greki, mistrzem nowicjatu i wreszcie opatem w klasztorze w Mezzojuso. 
Przez trzy lata był wizytatorem apostolskim dla greckich katolików obrządku bizantyjskiego w Paomia (obecnie gmina Cargèse) na Korsyce, a następnie przez dwa lata wykładał teologię w klasztorze grottaferrackim, po czym powrócił do funkcji opata w Mezzojuso (1678).
Po uroczystej konsekracji w kolegium Propaganda Fide na arcybiskupa Durrës (4 stycznia 1693) udał się w rejon Himarrë (południowa Albania) z misją, której celem było przyciągnięcie miejscowych prawosławnych i muzułmanów do Kościoła katolickiego. 
W wiosce Dhërmi (pod Himarrë), która stała się rezydencją Catalana, arcybiskup założył szkołę. Uczęszczało do niej ponad 80 uczniów – prawosławnych i muzułmanów z okolicznych wsi.
Zmarł w Dhërmi i został pochowany w miejscowym kościele św. Atanazego.
Przez katolików Nilo Catalano jest uważany za działacza religijnego zasłużonego dla kultury albańskiej, autora m.in. słownika włosko-albańskiego, oraz za tego, który przyczynił się do wprowadzenia alfabetu łacińskiego do języka albańskiego. Albańscy prawosławni i muzułmanie niekiedy podważają te zasługi, uznając go jednocześnie za agenta Watykanu, który rzekomo rozbijał jedność Albańczyków . 
Kontrowersje wokół oceny działalności Nila Catalana ożyły w sierpniu 2015 r., kiedy policja zniszczyła prawosławną cerkiew św. Atanazego w Dhërmi. Był to budynek wzniesiony przez wiernych w 1992 r. na miejscu dawnego kościoła, w którym znajdował się grób arcybiskupa. Sprawa rozbiórki odbiła się szerokim echem, zaostrzając stosunki między rządem Albanii a Albańskim Kościołem Prawosławnym oraz między Albanią a Grecją, występującą w roli obrońcy wolności wyznania i praw prawosławia. Władze Albanii wyjaśniały, że policja interweniowała przeciwko samowoli budowlanej i chroniła miejsce pochówku twórcy jednej z pierwszych szkół albańskich .